# Odet de Coligny

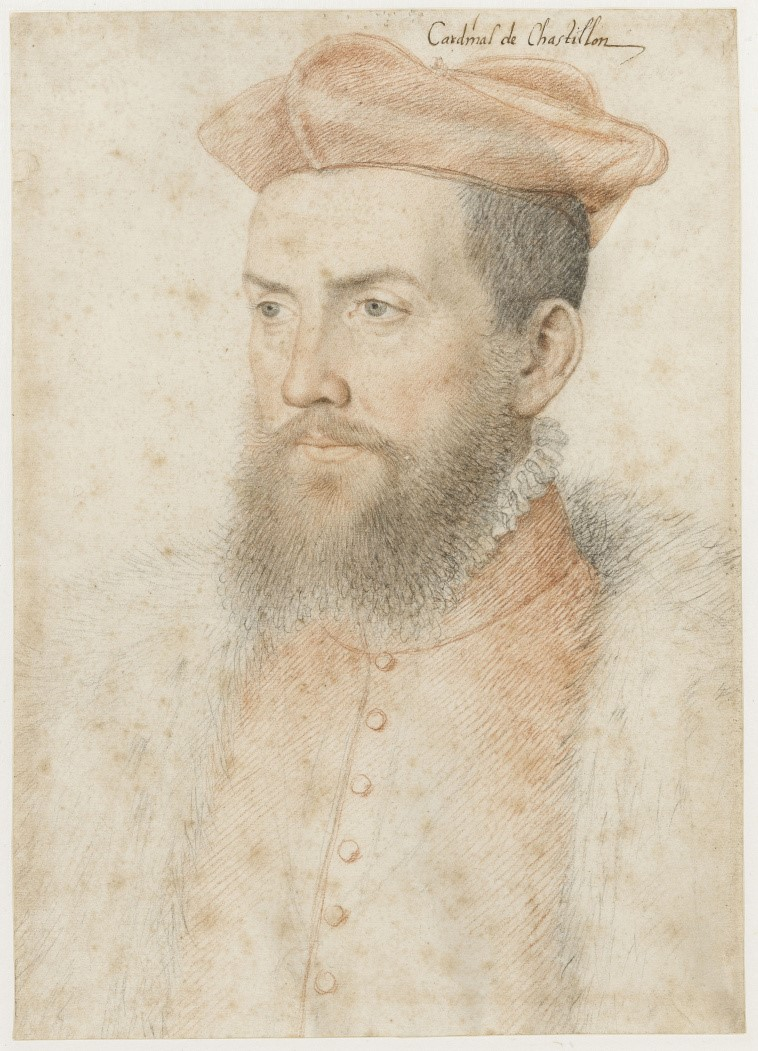
Jean Clouet: Châtillon bíboros portréja

Odet de Coligny, másképp Châtillon bíboros (Châtillon-sur-Loing, 1517. július 10. – Canterbury, 1571. február 14.) bíboros, a Toulouse-i főegyházmegye és a Beauvais-i egyházmegye apostoli kormányzója, Franciaország pairje, a hugenottákat vezető Gaspard de Coligny fivére volt. A katolikus egyházban betöltött magas funkciói ellenére testvéreihez hasonlóan a protestantizmus híve lett, ezért kénytelen volt Angliába menekülni, ahol nagy valószínűséggel megmérgezték.

## Ifjúsága
Odet I. Gaspard de Coligny marsall és Louise de Montmorency második fia, ezáltal Anne de Montmorency connétable unokaöccse volt. Fivéreivel, a fiatalon meghalt Pierre-rel, Gaspard-ral és a később szintén komoly katonai karriert befutó François de Coligny d’Andelot-val együtt humanista nevelésben részesült Nicolas Bérault, Rotterdami Erasmus és Guillaume Budé levelezőpartnere keze alatt. Atyjuk 1522-ben hunyt el, édesanyjuk pedig 1530-ban Ausztriai Eleonóra francia királyné udvarhölgye lett, így Párizsba kerültek.

## Egyházi karrierje
Bár eredetileg Gaspard-t szánták egyházi pályára, ő nagyobb affinitást mutatott a katonai pálya iránt. Így lett 1533-ban a tizenhárom éves Odet bíboros. A kinevezés hátterében az állt, hogy amikor VIII. Henrik elszakította az anglikán egyházat Rómától, I. Ferenc úgy fejezte ki lojalitását, hogy fiát, a későbbi II. Henriket VII. Kelemen pápa unokahúgával, Medici Katalinnal házasította össze. A pápa cserében hét bíborosi rangot ajánlott fel neki, amiből a befolyásos Montmorency-klán tagjaként Odet is részesülhetett.

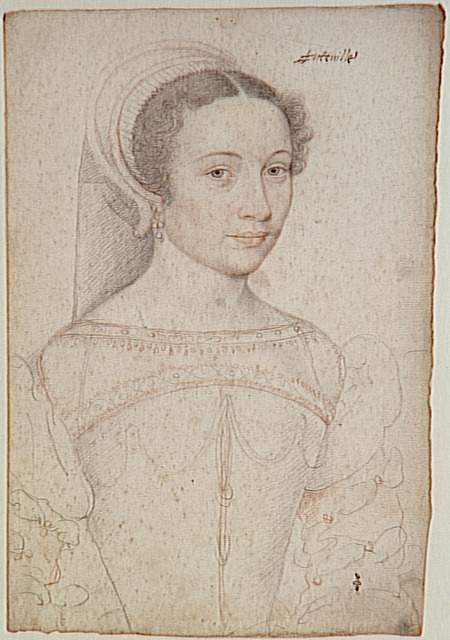
Isabelle de Hauteville, a „Bíboros úrnő” portréja (François Clouet, 1545 k.)

1534. április 29-én Toulouse adminisztrátor-érseke lett, és ugyanebben az évben részt vett a konklávén. Az érsekség igazgatásáról 1550. október 20-án mondott le. 1535. október 20-ától Beauvais püspöke és pair is volt. Számos apátság felett is rendelkezett: a dijoni Szent Benignus- és a beauvais-i Szent Lucianus-kolostor (1537-től), továbbá Fleury, Ferrières (1556-tól), Vaux de Cernay, Vézelay (1560-tól), Grandchamps és Quincy (1560-tól) tartozott hozzá. Dús jövedelmeiből művészetpártolásra is jelentős összegeket fordított: támogatását élvezte Ronsard és Rabelais – ez utóbbi számára 1550-ben kijárta, hogy tíz évig könyveket nyomtathasson. (A művész ezért neki ajánlotta Negyedik könyvét.) Egyúttal a királyi tanács levéltárosaként is működött. Részt vett az 1549–50-es konklávén.

## A hugenotta párt vezetője

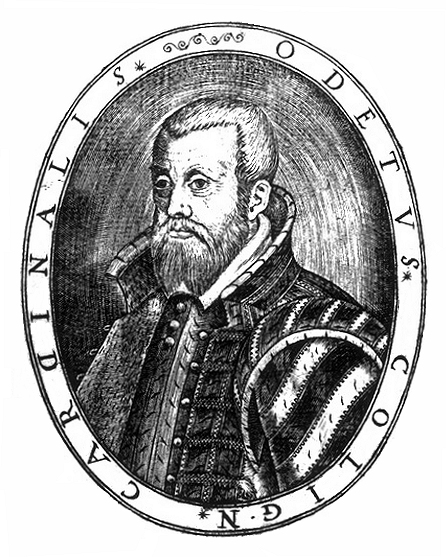
Coligny, mint hugenotta generális

1560-ban IV. Piusz Franciaország főinkvizítorává nevezte ki, ám a parlament megakadályozta az inkvizíció meghonosítását, így a bíboros nem élhetett hatalmával. Mi több, családja ösztönzésére 1561 áprilisában nyilvánosan áttért a református vallásra, és a hugenotta táborban vett részt a hamarosan kitörő vallásháborúkban és a Medici Katalin anyakirálynő irányította IX. Károllyal folytatott tárgyalásokon. 1562-ben az inkvizíció eretnekké nyilvánította, mire Lyonba szökött, ahol lemondott egyházi rangjairól – de nem jövedelmeiről; magát a továbbiakban Beauvais grófjának nevezte. 1563. március 31-én a titkos konzisztóriumon IV. Pius ismételten eretnekké nyilvánította, egyúttal megfosztotta minden egyházi javadalmától.
1564-ben megnősült, pártja javaslatára bíborosi ornátusban vitte oltár elé Isabeau de Hauteville-t. 1567-ben fivére oldalán részt vett a vesztes Saint-Denis-i csatában, ahol nagybátyja, az ellenfél hadait vezető Montmorency connétable halálos sebet kapott. A protestáns tábor egyik vezetőjeként 1568-ban jobbnak látta Angliába menekülni a megbékélés politikájával szakító Medici Katalin elől. Erzsébet királynő szívesen fogadta őt és (a Madame la Cardinale-nak, azaz Bíboros úrnőnek nevezett) feleségét. 1571-ben, miután fivére, Gaspard sorozatosan aratta győzelmeit, úgy döntött, hogy csatlakozik hozzá La Rochelle-ben. Készülődés közben hunyt el váratlanul a volt canterburyi zarándokházban – nem bizonyítható, de nagy valószínűséggel inasával mérgeztették meg.

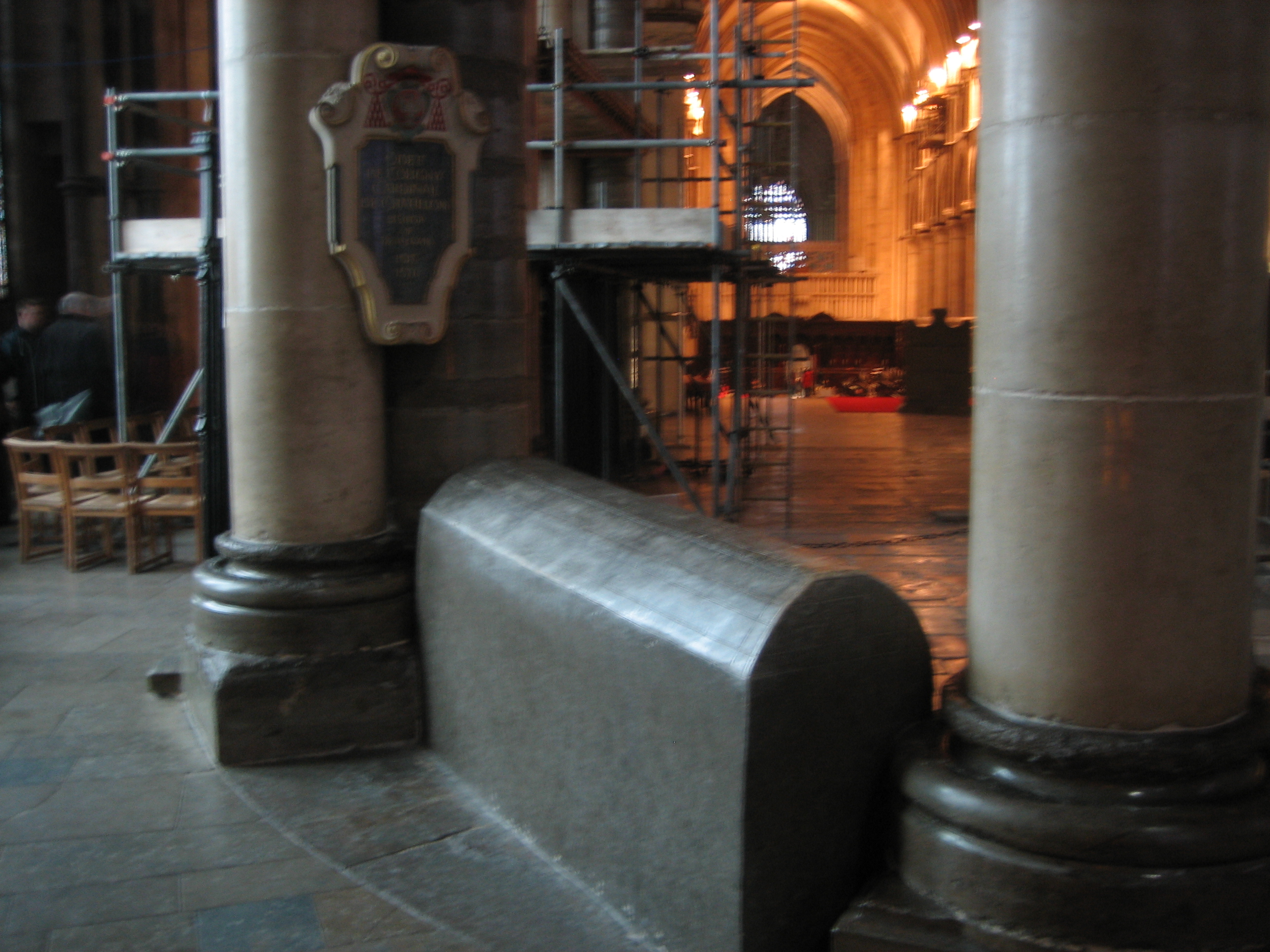
Sírja Canterburyben

Holttestét ideiglenes jelleggel a canterburyi katedrális Szentháromság-kápolnájában helyezték nyugalomra azzal a szándékkal, hogy később visszaviszik Franciaországba, erre azonban mindmáig nem került sor. Özvegye, akitől házasságuk során nem született gyermeke, 1602-ben, a háborúskodás lezárulta után jelezte igényét a hozományára, ám a párizsi parlament visszautasította kérését.
Levelezését Léon Marlet adta ki 1885-ben.